# Ayacucho

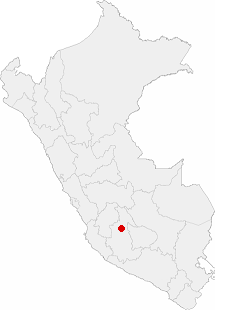
Vị trí của Ayacucho tại Peru

Ayacucho (phát âm như "Ai-a-cu-chô") là tỉnh lỵ của tỉnh Huamanga, miền Ayacucho, Peru. Với dân số 93.033 người trong thành phố và 140.230 người hơn ở vùng trung quanh, nó là một trong những thành phố đông người nhất ở Peru. Nó nằm trên dãy Andes, 2.200 mét trên mực nước biển. Ayacucho nổi tiếng về số nhà thờ và những tổ chức tôn giáo vào Tuần Thánh, bao gồm cuộc đua ngựa, có ngựa Caballos de Paso của Peru, và rượt bò truyền thống, dân gọi là jalatoro hay pascuatoro trong tiếng Tây Ban Nha. Jalatoro giống encierro tại Tây Ban Nha, nhưng ở Ayacucho các bò đực dẫn bởi người Morochuco (cao bồi Peru) cưỡi ngựa. Nơi đây có câu lạc bộ bóng đá mang tên Deportivo Hochiminh là kết hợp giữa niềm đam mê bóng đá và sự kính trọng về tấm gương Việt Nam với lãnh tụ Hồ Chí Minh.

## Lịch sử
Ayacucho được thành lập ngày 25 tháng 4 năm 1540 dưới tên San Juan de la Frontera de Huamanga (Thánh Gioan trên Biên giới Huamanga). Ngày 3 tháng 7 năm 1677, Đại học Quốc gia Thánh Christopher tại Huamanga (Universidad Nacional San Cristóbal de Huamanga) mở cửa tại Ayacucho. Ngày 15 tháng 2 năm 1825, do Simón Bolívar ra lệnh, tên thành phố được đổi lại thành "Ayacucho".
Tên thành phố bắt nguồn từ Trận Ayacucho. Khi thấy quá nhiều người chết trên chiến trường, người thực dân gọi vùng đó là Ayakuchu, aya có nghĩa "linh hồn" hay "người chết" và kuchu có nghĩa "màu tím" trong tiếng Quechua. Trận Ayacucho là lần cuối cùng mà quân đội Tây Ban Nha và nhà cách mạng đánh nhau trong Chiến tranh Độc lập Peru. Trận này bắt đầu trên đồng hoang tại La Quinua ngày 9 tháng 12 năm 1824. Các nhà cách mạng thắng và định đoạt độc lập của Peru và Nam Mỹ.